# Паспорт гражданина Камеруна
Паспорт гражданина Камеруна выдаётся гражданам Республики Камерун для международных поездок и идентификации личности за границей. C 2013 года является биометрическим.

## Визы
Согласно индексу паспортов, составляемому компанией «Хенли и партнёры», в 2020 году занимал 93-е место в мире по количеству стран с безвизовым въездом наряду с паспортами Анголы, Бурунди, Гаити, Египта и Либерии. Стран, куда обладатель камерунского паспорта мог въехать без получения визы, на момент составления рейтинга было 49.
Как граждане страны, входящей в Экономическое сообщество стран Центральной Африки, обладатели камерунского паспорта в теории имеют полную свободы перемещения в границах всех государств сообщества — Анголы, Бурунди, Габона, Демократической Республики Конго, Республики Конго, Руанды, Сан-Томе и Принсипи, Центральноафриканской Республики, Чада и Экваториальной Гвинеи. На практике, однако, на данный момент эти требования в полной мере выполняются только в тех из этих государств, которые также входят в менее крупное объединене — Таможенный и экономический союз Центральной Африки (Габон, Республика Конго, Центральноафриканская Республика, Чад, Экваториальная Гвинея). 

## Карта визовых требований

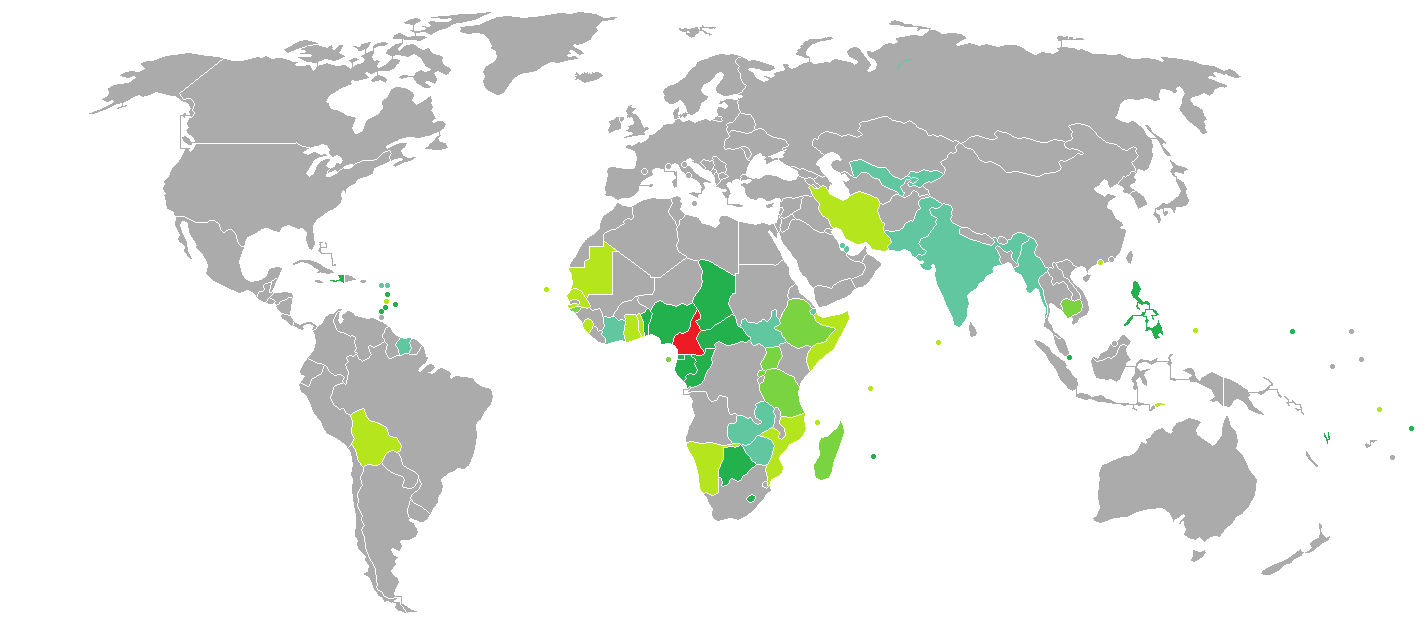
Синий и тёмно-зелёный — безвизовый режим, светло-зелёный — виза проставляется при пересечении границы